# チップとデール
チップとデール (Chip 'n Dale) は、ディズニーのキャラクターで、シマリス（英語：chipmunk）のチップとデールからなるコンビ。名前の由来は家具デザイナーのトーマス・チッペンデールから。

## 概要
デビュー作は1943年4月2日の『プルートの二等兵』 (Private Pluto) で、本作の公開日が誕生日とされている。しかし、この作品の時点では名前が確定しておらず、身体の色も2匹共かなり薄めの茶色になっており、鼻の色や前歯の形など、外見上の相違点は描かれていなかった。初めて「チップとデール」の名前が使われたのはドナルドダックとの初共演となった1947年の短編『リスの住宅難』 (Chip an' Dale) であった。
チップはしっかり者で、一方のデールはちゃっかり者に描かれることが多い。外見上の相違点は、下記の表を参照のこと。
| 項目     | チップ       | デール         |
| -------- | ------------ | -------------- |
| 鼻の形状 | 三角形       | 楕円           |
| 鼻の色   | 黒           | 茶色（赤）     |
| 前歯     | 中央に2本    | 離れて2本      |
| 目       | ぱっちり     | 半開き         |
| 前髪     | なし         | 短めでぼさぼさ |
| 身体の色 | 濃いめの茶色 | 明るい茶色     |

好物
ピーナツ・どんぐり・リンゴ。その他、クルミなども食べる。ホットケーキや宇宙食を食べた経験もある。
ライバル
ドナルドダック、プルート

## 住居と生活
短編では基本的に住宅街の木、森林、雑木林を問わず、木の幹に穴をあけ巣穴を作り住居にしていることが多い。一方で、大砲（要塞?）の中、ドナルドダックの家の煙突、リンゴ園、ミッキーマウスの山小屋のストーブの中に住み着いている例もある。ただ、大体は住んでいる樹か、あるいは近くに食料となる木の実の成っている樹があるという特徴である。
巣穴に選ぶ樹は様々で、1mほどの高さしかない上に上の部分を切られてしまった樹もあれば、西洋の城を想起させるほどの巨大な樹となることもある。巣の中の様子も作品によって大きく異なり、何もない殺風景なワンルーム風のときもあれば、木の幹の大半をくり抜いてどんぐりを詰めている場合もあるほか、ベッド（後述）やライト、カーテンなどの家具らしきものがいくつか置かれている場合もある。なお就寝時は藁を詰めたマッチ箱をベッドにして眠る描写もある。
『チップとデールの大作戦』では郊外の大木に住んでおり、住居内には研究所や広間など様々な部屋がある。
秋の終わりには食料を貯蓄し、冬の間も目を覚まし、食事や掃除などをしている描写もあるほか、雪の降る日に外出することもある。なお実際のシマリスの冬眠は中途覚醒であり、ずっと寝ているわけではない点が似ている。

## 2匹の関係
ディズニーのオフィシャル百科事典であるDisney A to Zによれば二人はパートナーである。日本独自に「兄弟」と表記された印刷物もあるが、そのような設定はアメリカにおいてはなされておらず、新日本語版の『チップとデールの大作戦』でもチップは「むかつく奴だけど親友なんだ」と発言している。『ミッキーマウスとロードレーサーズ』でもお互いのために優勝賞品をプレゼントしようとしていたのを知り、改めて「これからもずっと友達」と誓い合った。
チップとデールの原型となる『プルートの二等兵』 (Private Pluto) での二人組のキャラクターは、それぞれが描き分けられていなかった。これは実際のシマリスが兄弟で暮らす習性ゆえであり血縁を想像させた。しかしながら『リスの住宅難』 (Chip an' Dale) において、毛色も特徴も違う二人のキャラクターとして初めて描き分けられた。そのタイトルから二人は名前を持ち、血縁ではなくそれぞれの特徴あるキャラクターとして誕生したのである。
なお彼らは親しみをこめて「brother」と呼び合うことがある。キリスト教圏では慣習化されたことだが、これを日本語に翻訳する場合しばしば「兄弟」や「兄貴」などと訳される。この事情により誤訳が生まれ、日本独自の解釈として彼らを血縁のように扱う事情をもたらした。

## 他のキャラクターとの関係
プルートやドナルドダックと共演することが多く、彼らとの共演がチップとデールの出演のほとんどを占めている。プルートはささいな誤解やとある目的などで対立しているだけで悪気はないが、ドナルドダックはささいなイタズラや、住んでいる木を切られるなどのトラブルから壮絶な争いへと発展することが多い。一方でミッキーマウスやグーフィー達とは共演する機会は少ない。
特にドナルドダックはチップとデールを倒すために手段を選ばない天敵ともいえる存在であり、たいてい彼らの戦いの結末はドナルドダックがしっぺ返しを食らってとことんひどい目に遭っている。例外として『リスのピーナッツ』（原題：Working for Peanuts）、『リスの汽車ごっこ（原題：Out of Scale）』のように和解して終わることもある。また、『リスの大手柄（原題：The Lone Chipmunks）』ではピートとも戦った経験もある。
以上のような劇中での争いのほとんどは、チップとデールの勝利に終わることが多く、負けたことは非常に少ない。ただし、『リスとヒヨコ』、『リスの手袋騒動』などでは、規模はどうあれしっぺ返しを食らったこともある。また、「ハウスオブマウス」では一度だけ、『ミッキーのクリスマス大作戦』でもミッキーマウスともナッツをかけ対決しており、勝負では負けたが油断している隙にナッツを奪い取り、大逆転した。なお、ミッキーマウスはミニーマウスに怒られた。また､二人はダンサーでもある。
キングダム ハーツ シリーズや『ミッキーマウスとロードレーサーズ』では小さいながらも仲間達のために働いており、ミッキーマウス達はもちろん、宿敵であったドナルドダックとも名前で呼び合うほど親しい仲になっており、従来のシリーズに比べ、イタズラをする描写もほとんどない。また東京ディズニーランドや東京ディズニーシーのショーやイベントでも他のキャラの名前を呼んでいる。
憧れの女性にクラリスという歌手がいる。『チップとデールの大作戦』では2匹ともネズミのガジェットに好意を寄せている。コミック版ではチチという女友達がいる。

## 主な出演作品
- チップとデールの短編映画シリーズ - これら以外にもドナルドダックやプルートのシリーズに多数出演した。
- チップとデールの大作戦 - チップとデールを主役に据えたテレビアニメ作品。
- キングダムハーツシリーズ - 第1作ではグミシップ整備班として登場。グミ工場ではチュートリアルを行い、一定の操作方法などを説明してくれるほか、ワープホールや闘技大会についての解説も行う。

## 声の出演
アニメ映画『チップとデールの大作戦 レスキュー・レンジャーズ』ではBVHE版とは配役が異なり、石川界人（チップ）と野島裕史（デール）が演じている。劇中では、チップとデール役を演じているという設定の役でBVHE版の滝沢と稲葉が出演している。

### チップの声
チップの声（原語版）
- トレス・マクニール - 『チップとデールの大作戦』『ハウス・オブ・マウス』
- ジョン・ムレイニー - 『チップとデールの大作戦 レスキュー・レンジャーズ』
- メイソン・ブロムバーグ - 『チップとデールの大作戦 レスキュー・レンジャーズ』（子供チップ）

チップの声（日本語吹き替え版）
- 天地総子 - コロンビア版レコード
- 堀内賢雄 - 『チップとデールの大作戦』（テレビ東京版）
- 土井美加 - ポニー版・バンダイ版
- 滝沢ロコ - BVHE版
- 石川界人 - 『チップとデールの大作戦 レスキュー・レンジャーズ』
- 加賀谷光輝 - 『チップとデールの大作戦 レスキュー・レンジャーズ』（子供チップ）

### デールの声
デールの声（原語版）
- コーリー・バートン - 『チップとデールの大作戦』『ハウス・オブ・マウス』
- アンディ・サムバーグ - 『チップとデールの大作戦 レスキュー・レンジャーズ』
- ジュリエット・ドネンフェルド - 『チップとデールの大作戦 レスキュー・レンジャーズ』（子供デール）

デールの声（日本語吹き替え版）
- 栗葉子 - コロンビア版レコード
- 姫ゆり子 - コロンビア版レコード（歌声）
- 山寺宏一 - 『チップとデールの大作戦』（テレビ東京版）
- 後藤真寿美 - 『リスの大逆襲』
- 稲葉実 - BVHE版
- 野島裕史 - 『チップとデールの大作戦 レスキュー・レンジャーズ』
- 正垣湊都 - 『チップとデールの大作戦 レスキュー・レンジャーズ』（子供デール）